# ميكا مارمول
ميكا مارمول ميدينا (1 يوليو 2001) هو لاعب كرة قدم إسباني محترف يلعب كقلب دفاع وظهير أيسر لنادي برشلونة ب.